# Rubí (Spanyolország)
Rubí település Spanyolországban, Barcelona tartományban. Lakosainak száma 81 532 fő (2024).

## Történelme
A mai város területén már az újkőkorszakban is éltek emberek, a Can Fatjó nevű csúcs közelében telepedtek le. A Can Fatjó-i település a római korban is fennállt, ekkor különös jelentőséggel bírt a szőlőtermesztés és a borkészítés.
Az első középkori írásos említés Rubíról (akkori nevén Rivo Rubeo) 980-ból származik. A San Genís nevű hegyen álló régi várat teljesen elhanyagolták, miután 1233-ban Berenguer de Rubí felhatalmazást kapott Hódító Jakab királytól egy új vár, a Castillo de Rubí építésére. A település első alcalde real rangú vezetőjét a 14. században választották meg Pere de Xercavins személyében. Rubí innentől kezdve évszázadokig még kistelepülés maradt.
A 19. században idetelepülő textilipar jelentős lökést adott a város fejlődésének. Az első üzem 1824-ben épült fel, és csakúgy, mint a később létrejövő többi gyár is, a folyó vízenergiáját használta ki, egészen 1897-ig, amikor is bevezették az elektromos hálózatot. A század végén Mária Krisztina királynétől a település megkapta a villa rangot.
A 20. század elején több helyi lakos úgy gondolta, Amerikában próbál szerencsét. A hazatérők, akiket indiánoknak kezdtek nevezni, több modern stílusú tornyot is felépítettek a városban, például a Torre Ribát és a Torre Gajut. 1918-ban Rubí csatlakozott a villamos vasúthálózathoz is, innentől kezdve (főként az idevándorlásnak köszönhetően) folyamatosan növekedett a lakosság száma, az ipar pedig fejlődött.

## Földrajza
Rubí Terrassa, Sant Quirze del Vallès, Sant Cugat del Vallès, Castellbisbal és Ullastrell községekkel határos.

## Testvértelepülések
- Clichy
- Celanova
- Pudahuel

## Népesség
A település lakosságának változását az alábbi diagram mutatja:
| Lakosok száma | 327  | 3989 | 6730 | 9907 | 46 102 | 66 425 | 72 987 | 74 353 | 77 464 | 81 532 |
|               | 1717 | 1887 | 1936 | 1960 | 1986   | 2004   | 2009   | 2014   | 2019   | 2024   |